# Villa Giralda (Estoril)
Villa Giralda es una casa en Estoril (Portugal) que de 1948 a 1989 sirvió de residencia a Juan de Borbón, conde de Barcelona.

## Historia
La casa fue construida en 1936 como chalet del club de golf de Estoril. En 1948 el conde de Barcelona, pretendiente al trono español se instala en la casa. Con anterioridad, y después de su traslado desde Lausana, la familia había vivido primero en villa Papoila y villa Belver.
La villa recibió el nombre del yate de Alfonso XIII, el Giralda y en honor a los antepasados andaluces de la condesa de Barcelona, María de las Mercedes de Borbón. Desde la instalación del conde de Barcelona, la villa sufrirá numerosas reformas con objeto de adaptarla a las necesidades familiares, como a las actividades políticas de Juan de Borbón. La casa era el lugar donde se solía reunir el Consejo Privado del Conde de Barcelona.
No es hasta 1979 cuando el conde de Barcelona adquiere la propiedad de la villa, con la compra a su propietaria María del Carmen Mendes de Almeida de Figuereido por un valor de 2,1 millones de escudos.
En 1988 el conde de Barcelona vende la villa al alemán Klaus Saafeld.
Los condes de Barcelona llamaron con el mismo nombre a su casa en Madrid situada en la urbanización Puerta de Hierro.

## Descripción
En la escritura de compraventa de 1979 se refleja la superficie del terreno, 2.384 m², y la de la propia casa, 684 m². La casa se encuentra situada en lo alto de una ligera elevación de terreno. El terreno se encontraba limitado por un muro de obra blanco. En la actualidad, sobre el muro de obra se ha dispuesto una reja de forja pintada en blanco.
La casa es de líneas sencillas, cuenta desde 1948 con tres plantas, habiendo contado hasta entonces con dos. Durante el tiempo en que fue residencia de los condes de Barcelona en la planta baja se encontraban un amplio vestíbulo, un salón, un comedor, entre otras estancias.
En este período las estancias estaban decoradas con mobiliario y obras de arte de propiedad privada procedentes de los palacios de La Magdalena y Miramar. Entre las obras de arte se encontraban, por ejemplo, un retrato de Alfonso XIII por Manuel Benedito, otro de la emperatriz Eugenia por Winterhalter y otro de la reina Victoria Eugenia por Laszlo. De igual forma contaba con algunas piezas procedentes del Giralda como la campana situada en el porche de entrada o la chimenea del salón principal. Las habitaciones privadas estaban decoradas con un estilo sencillo, de sabor inglés.